# نهضة العمارة الاستعمارية الهولندية

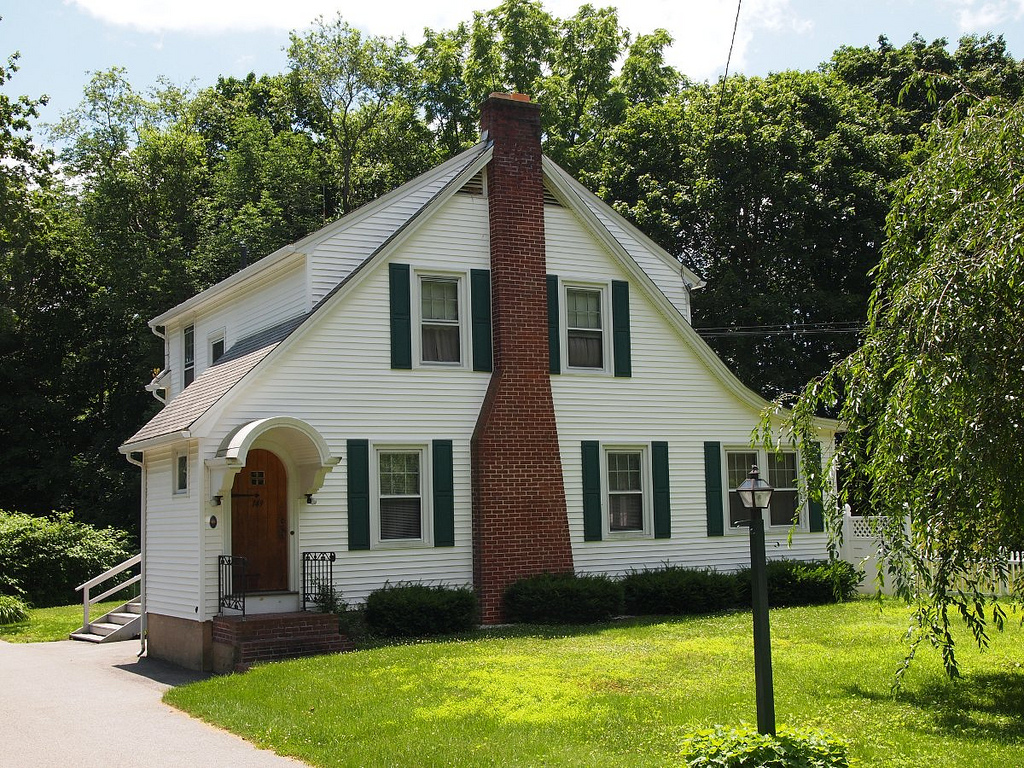
منزل استعماري هولندي في منطقة كويكر هيل التاريخية في مقاطعة نيو لندن بكونيتيكت.

الاستعمارية الهولندية هي نمط من العمارة المحلية التي تتميز في المقام الأول بالسقوف متعددة الميول باتجاه واحد ذات الطنف المنحني على طول المنزل. يُشار إلى النماذج الحديثة التي بُنيت في أوائل القرن العشرين بشكل أكثر دقة بمصطلح «النهضة الاستعمارية الهولندية»، وهو نوع فرعي من أسلوب النهضة الاستعمارية.

## لمحة تاريخية
يُشير الاستخدام الحديث للمصطلح إلى سقف عريض متعدد الميول باتجاه واحد مع طنف يتسع تدريجيًا ويمتد على الجوانب الطويلة، يُشبه مبنى الإسطبل. غالبًا كانت المنازل المبكرة التي بناها المستوطنون غرفة واحدة، مع إضافات إلى نهايتها (أو إلى الجانب القصير)، وغالبًا ما تمتلك شرفة في كل من جانبيها الطويلين. لهذه المنازل جدران مصنوعة من الحجر مع مدخنة على أحد طرفيها أو كليهما، وعادة ما كان يوجد نوافذ متحركة مزدوجة الملبن مع مصاريع خشبية متأرجحة نحو الخارج وباب هولندي مركزي مزدوج.
بنى مستوطنون من المستعمرات الهولندية في نيويورك وديلاور ونيوجيرسي وغرب كونيتيكت هذه المنازل بطرق مشابهة لتلك التي بُنيت في مناطق أوروبا التي جاؤوا منها، مثل البلدان المنخفضة وأجزاء بلاتينيت في ألمانيا ومناطق هوغونوتيون في فرنسا. لا يعكس المصطلح المستخدم لمعناه الحديث «منزل ذو سقف متعدد الميول باتجاه واحد» حقيقةَ أن أنماط الإسكان في المجتمعات التي أسسها الهولنديون في نيويورك تطورت بمرور الوقت. على سبيل المثال، قد يكون استخدام الطوب أو الطوب والحجر في وادي هدسون، صفة تميز المنازل الاستعمارية الهولندية أكثر من استخدام السقوف متعددة الميول باتجاه واحد. لم تكن منازل الإطارات في كل من مقاطعتي ألباني وأولستر معروفة قبل عام 1776، بينما أدى وجود نسبة أكبر من المستوطنين ذوي الجذور الإنجليزية في كل من مقاطعتي دوتشيز وويستتشستر، إلى تعميم المزيد من بناء المنازل ذات الإطار الخشبي. بعد فترة من منشآت المقصورة الخشبية ومخابئ الأقبية، شاع استخدام الأسقف التي تأخذ شكل «V» المقلوب. استُخدمت الأسقف متعددة الميول باتجاه واحد في وقت لاحق بين عامي 1725 و1775 غالبًا، على الرغم من أنه يمكن العثور على أمثلة تعود لعام 1705. كانت القاعدة العامة قبل عام 1776 هي بناء منازل بارتفاع طابق ونصف فقط، باستثناء منازل مقاطعة ألباني، حيث كانت تحتوي على نسبة أكبر من المنازل المكونة من طابقين. يمكن العثور على أمثلة رائعة لهذه المنازل اليوم، مثل تلك الموجودة في منطقة هيوغونوت ستريت التاريخية في نيو بالتز، نيويورك.
ساهم كل من الهولنديين والألمان بالإضافة إلى آخرين على طول منطقة الراين في أوروبا في المستعمرات الأمريكية في النمط الهولندي. يمكن رؤية ثلاثة أمثلة عن العمارة الهولندية (الهولندية أو الألمانية) يمكن الوصول إليها بسهولة، منزل جان مارتنس شينك بارتفاع طابق ونصف من عام 1676 في متحف بروكلين، منزل شينك بارتفاع طابق ونصف من ثلاثينيات القرن الثامن عشر الذي يقع في القرية التاريخية «أولد بيث بيج»، ومنزل غيديون تاكر بارتفاع طابقين في شارع وايت رقم 2 في برودواي في مانهاتن. تمثل هذه المنازل ثلاثة أساليب هولندية مميزة (هولندية- ألمانية) تستخدم لإنشائها «إطار- H» وألواح خشبية وغرف كبيرة ونوافذ متحركة مزدوجة وأبواب دخول أمامية وأسقف مائلة بشكل حاد ومواقد «مفتوحة» كبيرة. يوجد غالبًا سقف مائل أو طنفات منحنية ولكن ليس دائمًا. تشترك الحظائر ذات النمط الهولندي الألماني في نفس الصفات.
يمكن رؤية أمثلة على الأسقف المائلة وغير المائلة في الأمثلة المذكورة أعلاه. تُشكل منازل شينك من عام 1676 و1730 أمثلة على المنازل الهولندية ذات «إطار- H» دون السقف المائل. يحتوي منزل شينك من عام 1730 على «طنفات منحنية» مميزة. تُعرف منازل الغرف العلوية أنها شائعة في أوروبا ومنازل «السقوف متعددة الميول باتجاه واحد» معروفة في النمط الإنجليزي الأمريكي، ولكليهما منحدرين على جانبين على الأقل. اختار غيوديون تاكر (على الرغم من أنه رجل إنجليزي مسن) بناء منزله بسقف متعدد الميول ذو اتجاه واحد وبأسلوب هولندي ألماني متحضر.